# Октябрьский радиоцентр
Октябрьская радиостанция (до 1922 года — Ходынская) — первая мощная московская радиостанция длинноволнового диапазона волн, работавшая с 1914 по 2022 год.

## История
Необходимость создания мощной радиостанции в Москве в длинноволновом диапазоне волн, передающей сигнал на тысячи километров, была связана с потребностью иметь связь с союзниками по Антанте в Первой мировой войне. В первые месяцы войны немцы перерезали подводные телеграфные кабели в Балтийском море, которые соединяли Россию со странами Запада. Альтернативой кабельным каналам была беспроводная связь с помощью искровых радиостанций.
14 августа 1914 года военный министр В. А. Сухомлинов ходатайствовал в Совете Министров о сооружении 300-киловаттных радиостанций в Москве на Ходынском поле.
Станцию предполагалось передать «Русскому обществу беспроволочных телеграфов и телефонов» (РОБТиТ). На построение станции предполагалось затратить и было получено от российского правительства 5 млн рублей.
Строительством станции занималось РОБТиТ, которое уже имело опыт строительства мощных искровых радиостанций: ещё в 1913 году оно разработало, а в 1914-м построило на территории своего завода опытный передатчик искрового типа мощностью 100 кВт, работавший на волне 9300 м.
Радиостанция была сооружена на Ходынском поле солдатами русской армии за 100 дней и начала действовать 7 декабря 1914 года. Ходынская искровая радиостанция мощностью около 100 кВт передавала сообщения телеграфом на волнах длинами 7000, 9000 и 11000 метров. Ламповый передатчик передавал сообщения ключом и машинным автоматом (трансмиттер Уинстона). Автоматы работали со скоростью 70 слов в минуту. Использовались системы связи с вращающимися разрядниками.
Для работы радиостанции на её территории были построены здания машинного отделения, кочегарки, ремонтной мастерской, передатчика, агрегатное отделение, аккумуляторные пристройки. Понадобилось строить водопровод, колодцы, линию электропередач, склад топлива на 10 тыс. пудов нефти.
Ходынская искровая радиостанция проработала до 1920 года, когда произошёл пожар и мощный взрыв, после чего была восстановлена и модернизирована. Борис Черток так описывает произошедшее: «Это было летом 1920 года. Я отпросился в очередной раз посмотреть, как работает радиостанция. По пути я увидел необычайной высоты дым и огоньки, пляшущие над пороховыми складами. Навстречу бежали люди с криками: Склады горят! Я неплохо бегал и во всю свою восьмилетнюю прыть дал деру в сторону деревни Шелепихи. За моей спиной вскоре уже грохотало и гремело».

## Конструкция радиостанции
Антенны радиостанции представляли собой четыре цилиндрические четвертьволновые антенны, подвешенные на одиннадцати мачтах. Из них семь мачт имели высоту в 100 м были деревянные, а три 120-метровые — металлические. По своей мощности (100 кВт в антенне) эта радиостанция была одной из самых крупных в Европе, но из-за высокого коэффициента стоячей волны, то есть плохой согласованности антенны с передатчиком, в неё поступало только около 100 кВт, из 300 кВт, генерируемых лампами.
Питание передатчика осуществлялось аккумуляторами напряжением 12 000 В. Аккумуляторы по 1000 В были соединены последовательно в батарею. Заряжалась батарея 12 агрегатами. Каждый из них состоял из электродвигателя в 50 л. с. и двух генераторов по 750 В, 15 А, соединённых последовательно. В то время ещё опасались выпрямителей переменного тока.
Схема радиостанции представляла собой последовательный контур, заряжаемый от источника питания через дроссель, а затем замыкался накоротко в момент пробоя вращающегося искрового разрядника. Индуктивность контура была связана с антенным контуром, с помощью которого затухающие колебания высокой частоты передавались в антенну. Искровой разрядник представлял собой медный диск диаметром 0,7 м с медными зубцами весом 500 кг. Он вращался со скоростью 1200 об/мин. Электрическая дуга, возникавшая на контактах в момент их разрыва, гасилась сжатым воздухом.
Радиостанция позволяли российскому Генеральному штабу поддерживать связь с союзниками в Париже, Карнарвоне (Уэльс, Великобритания), Риме.
Ходынская радиостанция была только передающей. Приемники стояли в Твери — «Тверская радиостанция международных сношений», в городах Европы. Усилители были построены на французских радиолампах типа «P» (лампа Пери) с прослушиванием через наушники. При необходимости радиосигналы могли быть зафиксированы на телеграфную ленту или записаны на фонограф. Принятые радиограммы затем с помощью аппаратов Морзе передавались в Москву и Царское Село.

## Современное состояние

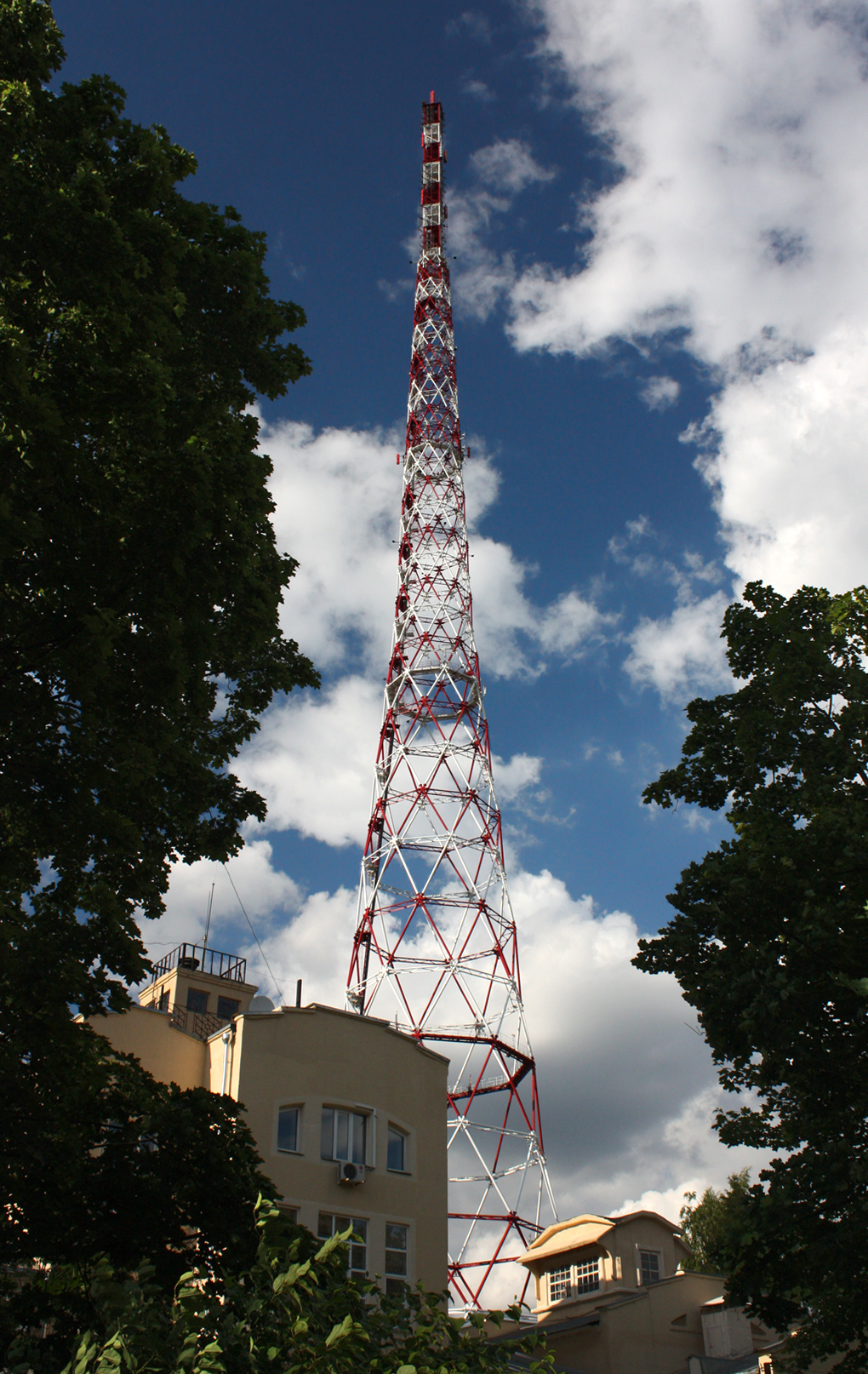
Одно из зданий радиоцентра и радиотелебашня «Октод» в 2009 году, вид с улицы Демьяна Бедного

В 1930-х годах Ходынская радиостанция стала мощным передающим радиоцентром страны, названный Октябрьским.
В 1960-е годы часть территории радиостанции была передана под жилищное строительство.
В 2000-е годы радиостанцией владело и управляло ООО «Октод», в 2006 году была введена в строй новая радиотелебашня высотой 258 метров.
В 2022 году вся территория радиостанции, в том числе Октябрьское радиополе передана под жилую застройку. По состоянию на 2023 год вещание с радиоцентра полностью прекращено, ведутся демонтажные работы для нужд ООО «Крост», в ходе демонтажных работ было снесено историческое здание радиоцентра эпохи раннего конструктивизма, что вызвало возмущение среди активистов Архнадзора.